# Christophe Giltay
 (mars 2018).
Si vous disposez d'ouvrages ou d'articles de référence ou si vous connaissez des sites web de qualité traitant du thème abordé ici, merci de compléter l'article en donnant les références utiles à sa vérifiabilité et en les liant à la section « Notes et références ».
Christophe Giltay est né en 1961 à Liège. Il est journaliste à RTL-TVI et bel RTL, chaînes belges de RTL Group. 

## Carrière

### Années 1980-1990
Il commence sa carrière à Radio France à Lille, puis à RFI avant de rejoindre RTL Télévision comme reporter à Luxembourg en juin 1987. De juillet 1988 à juin 1991, il dirige le bureau régional de journalistes de RTL Télévision à Metz. À la même époque, il lance sur l'antenne le magazine « City », trois minutes d’informations locales chaque jour. En 1991, il est appelé à Bruxelles pour participer à la création de Bel RTL, version belge de RTL radio, comme no 2 de la rédaction. Il assure à la fois la présentation des journaux radio et celle de l’émission « Controverse » sur RTL-TVI. En 1994, il part pour Paris dans les bureaux de RTL Paris, où il va assurer durant trois ans la correspondance de RTL-TVI et Bel RTL. C'est alors qu'il commence sa chronique radio quotidienne « Champs-Élysées » sur Bel RTL, accessible en écoute sur le site de la radio. En 2017 elle change de nom et s’appelle désormais « Signé Giltay ». En 1997, de retour à RTL-TVI en qualité de rédacteur en chef adjoint, il produit et présente l’émission « 7 jours ».

### Années 2000-2010
En 2001, il devient directeur de production et rédacteur en chef pour la société Key News à Bruxelles. Il s'occupe du talk show « Rien de personnel » présenté par Jean-Michel Zecca sur RTL-TVI. De 2002 à 2005, il s'envole vers l’île de La Réunion, où il réalise pour Digital studio et l'ADIR un magazine économique mensuel « Les Nouveaux Défis », diffusé sur RFO et réalisé par Gilbert Roger. Depuis février 2005, il a retrouvé la rédaction de RTL-TVI, où il alterne les reportages à l’étranger et la gestion du journal télévisé comme chef d’édition. Il a coprésenté avec Dominique Demoulin l'émission policière « Affaires non classées », version belge du « Crimewatch » de la BBC. Il a assuré également le commentaire du magazine « Docs de choc » présenté par Charlotte Baut.

### Années 2010-2015
À partir de décembre 2000, il assure le commentaire de la « messe de Minuit » en direct depuis la basilique Saint-Pierre à Rome ; il devient alors le spécialiste Vatican de RTL Belgique et assiste notamment à l’élection du pape François,. Comme grand reporter il couvre entre autres les attentats de Paris en janvier et novembre 2015, et de Bruxelles en mars 2016. Depuis septembre 2015, il est également l’un des chroniqueurs réguliers de l’émission dominicale « C’est pas tous les jours dimanche » sur RTL-TVI. Pour la saison 2018-2019, il est l’un des présentateurs du RTL info 18 h de Bel RTL.  

### Enseignement
Il intervient régulièrement comme formateur au CFPJ de Paris et comme professeur invité à l’IHECS à Bruxelles. 

### Publications
- La France choisit son roi, éd. La Renaissance du livre, 2012[11].
- Champs-Élysées, 20 ans de chroniques sur Bel RTL, éd. La Renaissance du livre, 2013.